# Johannes Vogel (Musiker)
Johannes Vogel (* 1967 in Wien) ist ein österreichischer Musiker und Komponist.

## Leben
Johannes Vogel wurde in Wien geboren. Studium Konzertfach Schlaginstrumente an der Hochschule für Musik in Wien mit abschließendem Diplom mit Auszeichnung. Engagement als Schlagzeuger im Bühnenorchester der österreichischen Bundestheater, dann als Solo-Pauker im Orchester der Volksoper Wien.
Er arbeitete mit zahlreichen Orchestern zusammen, u. a. Wiener Philharmoniker, Wiener Staatsoper, Radio-Symphonieorchester Wien, Mahler-Festspielorchester Kassel, Opernhaus Graz, Camerata Academica Salzburg, Chamberorchestra of Europe, Österreichisch-Ungarische Haydn-Philharmonie, Wiener Kammerorchester, Ensemble Kontrapunkte.
Er hatte Gastengagements im Orchester der Oper Zürich und in der Bayerischen Staatsoper u. a. unter Claudio Abbado, Bernard Haitink, Lorin Maazel, Christoph von Dohnányi, Riccardo Muti, Michael Gielen, Nikolaus Harnoncourt, Thomas Hengelbrock, Christopher Hogwood, Ádám Fischer, James Levine, André Previn, Franz Welser-Möst, Carlo Maria Giulini, Giuseppe Sinopoli, Seiji Ozawa, Pierre Boulez, Georg Solti, Leonard Bernstein, Carlos Kleiber.
Heute arbeitet er hauptsächlich als Komponist, Produzent und Dirigent für Rundfunk, Fernsehen und Film.
Er dirigierte neben seinen eigenen Scores auch für z. B. Hans Zimmer, Harry Gregson Williams und andere. Eine enge Zusammenarbeit verbindet ihn mit dem Slovak National Symphony Orchestra in Bratislava und der Synchron Stage Vienna.
Johannes Vogel arbeitet eng mit Filmmusik-Komponist Fernando Velázquez zusammen. Gemeinsame Arbeiten sind unter anderem „Mama“, „Mariah Mundi“ und „The Impossible“.
Für den ORF komponierte und produzierte er das Musik-Layout für die „Wahl-Berichterstattung“, die Diskussions-Sendung „Im Zentrum“, das Magazin ‚Thema‘ und die Titelmusik für die ‚Stadlshow‘. Als Komponist und Musik-Produzent war Johannes Vogel bei der MGM/Paramount-Produktion „Hercules“ (Sommer 2014) mit Dwayne Johnson und John Hurt tätig. 2015 arbeitete er an der Legendary/Universal-Produktion „Crimson Peak“ des Regisseurs Guillermo del Toro und komponierte gemeinsam mit Dirk Leupolz die Musik zur 9. Staffel Der Bergdoktor. Auch die 10. Staffel (Start Weihnachten 2016) wird wieder aus der Feder dieser Komponisten stammen.
Beim international renommierten Kalat Nissa Film Festival in Italien gewannen Johannes Vogel und Fernando Velazquez den Preis „Beste Musik zu einem Kurzfilm 2016“ für den Score zu dem Science-Fiction-Film Ceniso.
Seit 2019 arbeitet er zunehmend auch als klassischer Dirigent, eine besonders intensive Zusammenarbeit pflegt er mit dem Qatar Philharmonic Orchestra.

## Werk
Sein kompositorisches Schaffen bewegte sich in unterschiedlichen musikalischen Stilen von Jazz bis Avantgarde im klassischen Konzertbetrieb. Auftragskompositionen entstand für  Bogdan Bacanu. Außerdem war er Komponist und Produzent von Musiken für Rundfunk und Fernsehen.

## Filmografie (Auswahl)
- 2019: Wiener Blut (Fernsehreihe)
- 2025: Wiener Blut – Berggericht (Fernsehreihe)